# 阿隆 (上普罗旺斯阿尔卑斯省)

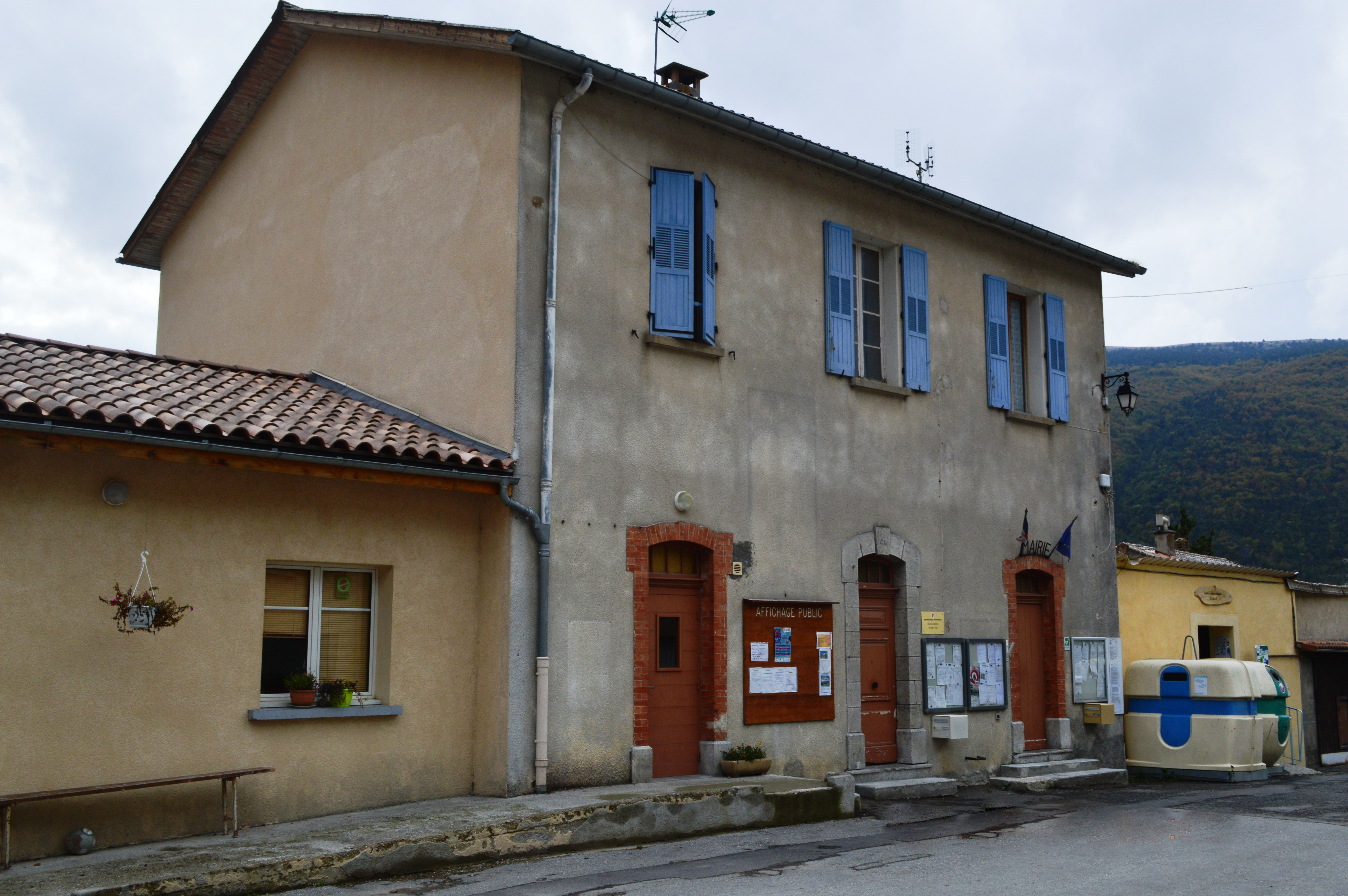

阿隆（法語：Allons）是法国上普罗旺斯阿尔卑斯省的一个市镇，属于卡斯泰朗区（Castellane）圣昂德雷勒阿尔佩县（Saint-André-les-Alpes）。该市镇2009年时的人口为143人。

## 人口
阿隆人口变化图示
| 数据来源：INSEE |